# 6931 Kenzaburo
6931 Kenzaburo este un asteroid din centura principală de asteroizi.

## Descriere
6931 Kenzaburo este un asteroid din centura principală de asteroizi. A fost descoperit pe 4 noiembrie 1994 la Kitami de Kin Endate și Kazuro Watanabe. Asteroidul prezintă o orbită caracterizată de o semiaxă mare de 3,03 ua, o excentricitate de 0,10 și o înclinație de 10,9° în raport cu ecliptica.